# Jan Dhaene
Jan Jozef André Dhaene (Kortrijk, 11 februari 1959) is een voormalig Belgisch Europarlementariër.

## Levensloop
Jan Dhaene studeerde in 1983 af als licentiaat in de politieke  en sociale wetenschappen aan de KU Leuven. In zijn geboortestad Kortrijk werkte hij als bestuurssecretaris voor Internationale Contacten, daarna werkte hij als projectmanager Duitsland en Engeland bij Westtoerisme en vervolgens was hij werkzaam bij het Ministerie van de Vlaamse Gemeenschap en van 1990 tot 1999 bij het Ministerie van Financiën.
Voor de groene partij Agalev, waarvan hij in 1986 lid werd, werd hij in oktober 1988 verkozen tot gemeenteraadslid van Kortrijk, wat hij bleef tot in 1996. Vervolgens was hij van 2007 tot 2010 OCMW-raadslid van de stad. In september 2002 volgde hij Luckas Vander Taelen op als Europees Parlementslid, een functie die hij bleef uitoefenen tot aan de verkiezingen van juni 2004. Hij stond in 1994 al op de derde plaats van de Europese lijst, na Magda Aelvoet en Paul Staes. In 1996 werd hij verkozen tot regionaal politiek secretaris van Agalev in het arrondissement Kortrijk-Roeselare-Tielt en van 1999 tot 2002 was hij Agalev-fractiesecretaris in de Belgische Senaat.
In januari 2004 stapte Jan Dhaene over naar de sp.a, omdat hij niet akkoord ging met de afwijzing van het progressief kartel door Groen!. Begin 2011 stapte hij over naar de N-VA.
Van 2008 tot 2010 was hij vrijwilliger bij de Common Fisheries Policy van het Europees Parlement en van 2010 tot aan zijn pensioen in 2023 was hij adviseur duurzame ontwikkeling bij de FOD Financiën.